# オルティガーラ山の戦い
オルティガーラ山の戦いとは、1917年6月10日から6月25日にかけてアジアーゴ高原にあるオルティガーラ山でイタリア王国とオーストリア＝ハンガリー帝国が行った戦い。

## 経緯
イタリアは前年のアジアーゴの戦いの結果、押し返したとはいえ依然としてオーストリア＝ハンガリー軍が幾つかの国境拠点を押さえている事を憂慮していた。それらは新たな反撃がオーストリア＝ハンガリー側によって行われる際、不利な要素になる事が予想されていた。イタリア陸軍は憂いを絶つ為にそうした拠点の中で特に重要であったオルティガーラ山の奪還を試みる事にした。
この戦いでイタリア側は30万名の兵員と1600門の砲兵を2､3kmの範囲に集中させて投入した。オーストリア＝ハンガリーに対して大きな数的有利を得ていた反面、不利な部分も存在した。
- オーストリア側の陣地は有利な場所に築かれていた。
- オーストリア側の砲兵隊にとって戦闘隊形が有利な状態になっていた。
- 狭い戦線に膨大な戦力を投入したことが、逆にイタリア側の行軍を難渋させてしまった。
- オーストリア側は攻撃を予測していたため、奇襲の効果がなかった。

## 戦闘
6月10日に始まった戦いは血生臭く激しいものとなり、激戦の末にイタリアの第52アルピーニ師団がオルティガーラ山頂上の占領に成功した。イタリアのアルピーニ兵は士気の高さを除けば、オーストリア＝ハンガリーの山岳部隊より劣った装備しか持たなかった。しかし彼らは敵の抵抗を制して山の頂上へと上り、1000名のオーストリア＝ハンガリー兵を捕虜にして17丁の機関銃を鹵獲した。その後、増援の到来でオルティガーラ山全てがイタリア側の占領地に戻った。
オーストリアハンガリー軍司令部は直ちに奪還を前線に命令し、多くの増援を送り込んだ。第52アルピーニ師団は懸命に防衛し、ナイフや拳銃を使った白兵戦闘が各所で行われた。戦いの最中にオーストリア＝ハンガリー軍の砲兵隊は毒ガスを使用しているが、これはイタリア戦線で使われた2度目の毒ガスだった。両軍は一種の騎士道精神に加え、代わりやすい気候から山岳戦で毒ガスを用いるのを好まなかった。オーストリア・ハンガリーは様々な手段で四つの陣地全てを奪還したが、イタリア側も更なる攻撃によって二つの陣地を再び取り返した。6月25日に両軍の戦いは終結した。

## 結果
戦いはオーストリアのチロルからの攻撃に対する可能性を減らすという意味で一定の勝利に繋がった。1917年6月29日に第52アルピーニ師団は占領していた陣地から撤収したが、半数近い兵士が犠牲となっていた。後年、オルティガーラ山は「アルピーニのカルヴァリ」と渾名され、多くの遺体が眠ったままになっている。戦後にオーストリア捕虜を伴ってイタリア陸軍の大規模捜索が行われたが、それでも未だに戦死者の遺体が見つかる事があるという。
イタリア陸軍司令部は第6軍のエットーレ・マンブレッティ司令官に作戦上の責任があるとして、彼を解任した。

## 参考
- オルティガーラ山の戦い